# 1974 في كولومبيا
فيما يلي قوائم الأحداث التي وقعت خلال عام 1974 في كولومبيا.

## سياسة

### تعيين في المنصب
- 7 أغسطس – ألفونسو لوبيز ميكلسين رئيس كولومبيا.

### انتهاء فترة المنصب
- 7 أغسطس – ميسايل باسترانا بوريرو رئيس كولومبيا.

## مواليد

### يناير
- 12 يناير – هاميلتون ريكارد لاعب كرة قدم كولومبي.
- 20 يناير – جيمس أنغولو لاعب كرة قدم كولومبي.
- 27 يناير – ديرو خوسيه إسالاس ملاكم كولومبي.

### مارس
- 11 مارس – ويلسون الكورو ملاكم كولومبي.
- 20 مارس – بولا غارسيس

### أبريل
- 4 أبريل – أوسكار ليون ملاكم كولومبي.

### مايو
- 16 مايو – ارلي ديناز لاعب كرة قدم كولومبي.

### يوليو
- 10 يوليو – فيكتور هوغو بينا درّاج طريق كولومبي.

### أغسطس
- 2 أغسطس – أنجي سيبيدا ممثلة كولومبية.

### سبتمبر
- 24 سبتمبر – فيكتور باتشيكو لاعب كرة قدم كولومبي.

### ديسمبر
- 24 ديسمبر – كريستينا أومانيا ممثلة كولومبية.

## وفيات

### مارس
- 24 مارس – إدواردو سانتوس (مواليد 1888)